# Chickasaw
Chickasaw er en amerikansk indianerstamme, som oprindelig boede i hvad der nu er Mississippi, men som nu især bor i Oklahoma. De er i slægt med Choctaw, som taler et sprog, der er meget lig Chickasaw-sproget. Chickasawerne var en af "de fem civiliserede stammer", som blev tvangsforflyttet til Indianerterritoriet i 1830'erne.
- Wikimedia Commons har flere filer relateret til Chickasaw